# Endo International
Endo International — международная фармацевтическая компания. Номинальная штаб-квартира в Дублине (Ирландия), фактический центр операций в Малверне (округ Честер, штат Пенсильвания, США). Специализируется на производстве стерильных растворов для инъекций (антибиотики, гормоны), а также дженериков и нескольких патентованных средств.

## История
Компания Endo Pharmaceuticals была основана в 1920 году, в 1969 году была куплена DuPont. В 1990 году стала частью совместного фармацевтического предприятия DuPont и Merck & Co. В 1997 году руководство Endo Pharmaceuticals во главе с Кэрол Аммон выкупили компанию и она стала вновь самостоятельной. В июле 2000 года была куплена компания Algos Pharmaceutical, а акции Endo начали котироваться на бирже Nasdaq. В феврале 2014 года за 1,6 млрд долларов была куплена канадская компания Paladin Labs, а в марте того же году Endo была перерегистрирована в Ирландии под названием Endo International (Ирландия — страна, близкая по статусу к офшорной зоне).

## Деятельность
Основная часть продукции реализуется в США оптовым торговцам медикаментами: AmerisourceBergen (33 % продаж), McKesson (27 % продаж), Cardinal Health (24 % продаж).
Основные препараты по объёму продаж в 2020 году:
- Vasostrict (вазопрессин) — антидиуретический гормон, 786 млн долларов;
- Xiaflex (Collagenase clostridium histolyticum) — лечение контрактуры Дюпюитрена, 316 млн долларов;
- адреналин — 152 млн долларов;
- Percocet (oxycodone/paracetamol) — опиоидный анальгетик в комбинации с парацетамолом, 110 млн долларов;
- Supprelin (histrelin) — 88 млн долларов;
- Ertapenem — карбапенемный антибиотик, 66 млн долларов;
- Testopel (тестостерон) — 35 млн долларов.